# Gerda Roodenburg-Slagter
Gerda Roodenburg-Slagter (Amsterdam, 1940) is een Nederlands keramist en kunstschilder.

## Leven en werk
Roodenburg is een dochter van Joseph (Jos) Slagter (1907-1977) en Johanna Dingsdag (1908-1945). Ze studeerde beeldhouwen aan het Instituut voor Kunstnijverheidsonderwijs in Amsterdam. Als keramist is ze autodidact. 
Ze maakt schalen en figuratieve en verhalende objecten. Ze werd lid van de Nederlandse Vakgroep Keramisten en secretaris van de Stichting Keramiek Adam. 
Roodenburg was in 1982 medeoprichter van het Vrouwen Kunst Kollektief, de aangesloten kunstenaressen streden onder meer tegen de kernwapenwedloop, racisme en seksisme. In 1985 kreeg het VKK een opdracht van de Universiteit van Amsterdam voor een serie vrouwenportretten. Roodenburg schilderde daarvoor het portret van haar moeder. Vanwege haar Joodse afkomst voelde ze zich niet prettig toen de VKK eind jaren 80 ruimte huurde bij het Palestinacomité, waarna ze het VKK verliet.
Roodenburg exposeerde meerdere malen, onder andere in 2010 bij Het Glazen Huis in het Amstelpark, met haar dochter, die edelsmid is.
- RKD-Nederlands Instituut voor Kunstgeschiedenis: 67990